# Antoine-François Gérard
Pour les articles homonymes, voir Gérard.
Antoine-François Gérard est un sculpteur français, lauréat du Prix de Rome en 1789.

## Biographie
Antoine-François Gérard est né à Paris en 1760.
Admis à l’Académie royale de peinture et de sculpture, il est l’élève de Jean Guillaume Moitte; en 1785, il reçoit le deuxième prix de sculpture (Claude Michallon, premier prix) puis en 1789, il obtient le premier grand prix de Rome avec « Joseph allant au-devant de Jacob » devant Pierre-Charles Bridan, deuxième prix.
Il séjourne au Palais Mancini (siège de l’Académie de France à Rome entre 1789 et 1793) et, avec les autres pensionnaires, il quitte précipitamment la Ville Eternelle  à la suite des émeutes anti-françaises et l’assassinat de Nicolas-Jean Hugou de Bassville.
Après l’avènement de l’Empire, il reçoit plusieurs commandes de l’État et il participe à la décoration grands monuments de Paris, conçus à cette époque.
En 1815, il est admis dans la Société des amis des arts.
Après l’achèvement de son ouvrage, en 1830, pour l’Arc de Triomphe, il se consacre exclusivement à la production d’estampes, passion qui ne l’avait jamais quitté.

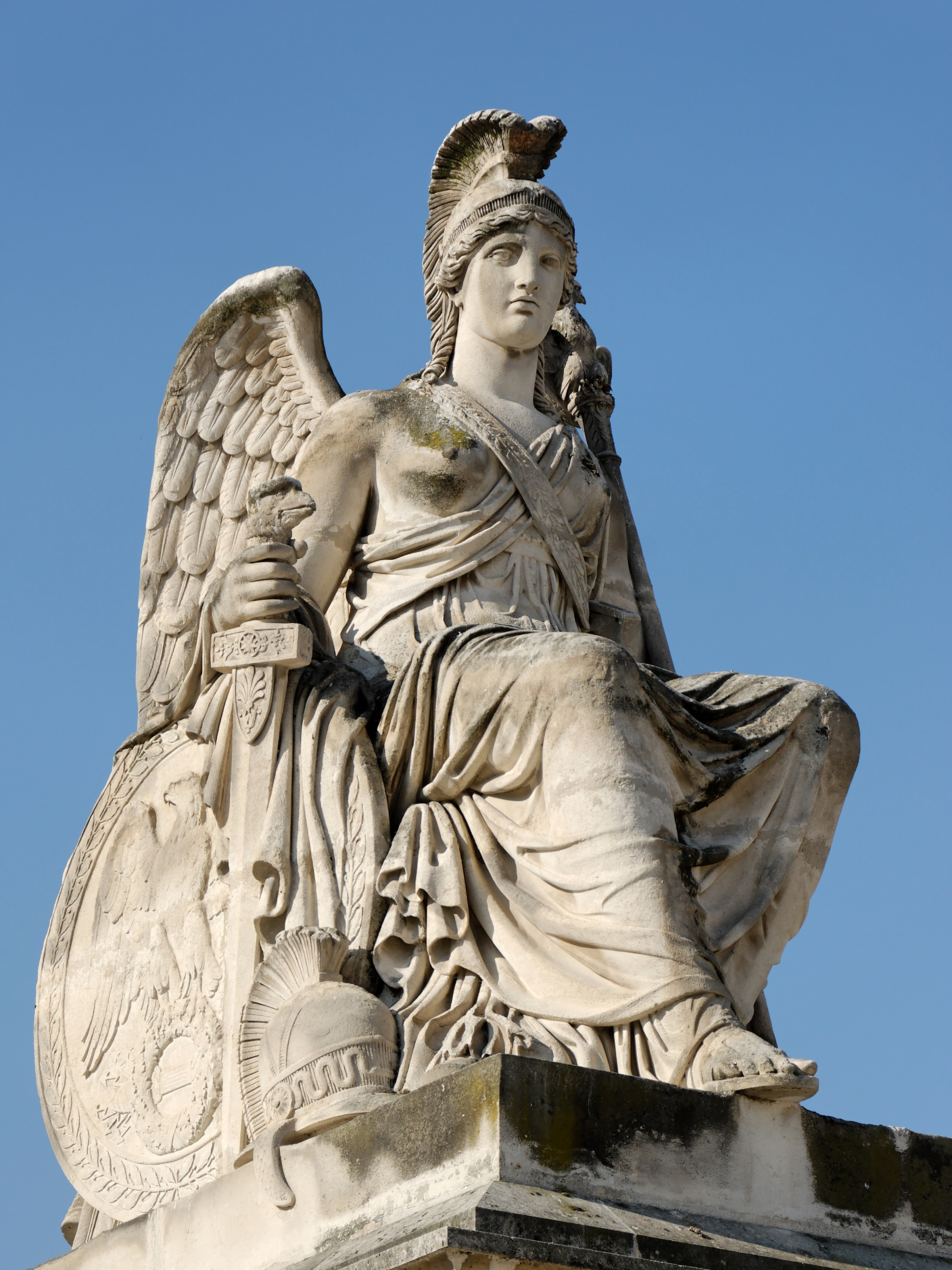
La France victorieuse en bordure de la place du Carrousel

Il est décédé, en son domicile parisien, le 16 septembre 1843. 
Il est l'arrière-grand-père de Joris-Karl Huysmans.

## Ses œuvres
- Bas-reliefs de la Colonne Vendôme : sur la face sud, les Renommées et les trophées d'armes sont d’A-F. Gérard, (1806) d'après des dessins de François Mazois et de Benjamin Zix[4];
- Bas-reliefs de l’Arc de triomphe du Carrousel : ces figures  encadrent les armes d’Italie sur le relief de la face est de l'Arc de Triomphe ; « La Prudence », « La Victoire », « La Force » ; les modèles en plâtre, présentés au Salon de 1808, sont conservés au musée du Louvre[5];
- Statues accompagnant l’Arc de triomphe du Carrousel (1809) : « La France Victorieuse »[6], et « L’Histoire »[7] placées sur l'acrotère de la grille de la cour d'honneur du palais des Tuileries (côté sud) en pendant de deux Victoires de Pierre Petitot (côté nord). Déplacées, mais toujours visibles en bordure de la place du Carrousel, de part et d'autre de l'axe royal, contrairement à celles de Petitot qui ont été déblayées après l'incendie du palais des Tuileries ;
- Décor extérieur du Palais du Louvre ; « La France et la Charte », décor d’un Œil-de-bœuf  de l’aile est de la Cour Carré, (commandé par Louis XVIII, le modèle en terre-cuite a été présenté au Salon de 1824)[8],[9]; « La Force et la Musique » : décor d’un œil-de-bœuf  au centre de l’aile Lemercier de la Cour Carrée[8];
- Chapelle expiatoire de Louis XVI : à Paris, square Louis-XVI, la chapelle, de style néo-classique tardif (elle est réalisée entre 1816 et 1826) présente deux bas-reliefs représentant l’exhumation du Roi et de Marie-Antoinette du cimetière de la Madeleine ; le fronton est également de la main de A. Gérard;
- Arc de Triomphe : bas-relief des « Attributs des victoires du Sud » (1830) sur le pilier sud de l’Arc ; la scène indique les batailles de Marengo, de Rivoli, d'Arcole et de Lodi;
- Deux anges agenouillés en adoration : en terre-cuite (h. 0,18 m) œuvre conservée au département des sculptures du musée du Louvre ; selon les sources, il s’agit d’esquisses destinées au  fronton de la chapelle expiatoire[10] ou à celui de l’Église de la Madeleine;
- « La Charité » : modelage d’un groupe relié en terre-cuite (h.0,22 m), au musée des Beaux-arts d’Angers[11];
- « La Sculpture » : bas-relief de la fontaine de l’Éléphant de la Bastille présenté au Salon de 1817 ; le projet ayant été changé, ce travail n’a pas eu de suite;
- « La Ville de Tours » et « La Ville de Limoges » : deux figures destinées au couronnement de l’Arc de Triomphe (Salon de 1833) qui n’ont pas été retenues.
- Deux bas-reliefs en cire attribués à Antoine-François Gérard, Le Saute-mouton et Le Cerceau (Louvre, OA 6074, OA 6075). Il en existe d'autres exemplaires.

## Sources
- Nouvelles archives de l'art français : recueil de documents inédits / publiés par la Société de l'histoire de l'art français (en ligne sur le site gallica.bnf.fr.)
- Dictionnaire général des artistes de l'École française depuis l'origine des arts du dessin jusqu'à nos jours par Émile Bellier de La Chavignerie (en ligne sur le site gallica.bnf.fr.)